# Olsynium nigricans
Olsynium nigricans là một loài thực vật có hoa trong họ Diên vĩ. Loài này được (Phil.) R.A.Rodr. & Martic. miêu tả khoa học đầu tiên năm 1992.